# Plasmaféresis

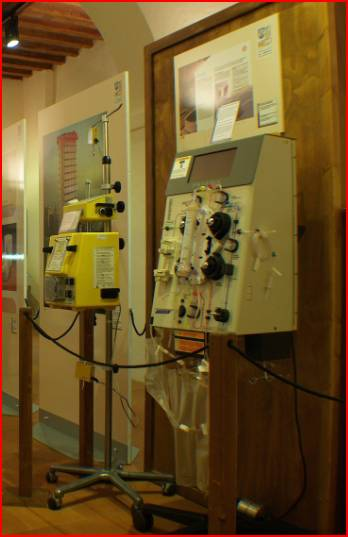
Máquina de plasmaféresis

La plasmaféresis (proveniente de los términos plasma y aféresis, del griego aphaíresis, retirar, extraer) es una técnica utilizada para la obtención de plasma. Consiste en la realización de una extracción de sangre, la separación de los componentes celulares (glóbulos blancos, glóbulos rojos y plaquetas ) del plasma mediante centrifugación y el retorno de las células al sistema circulatorio en el mismo proceso, recogiendo únicamente el plasma.
El procedimiento se usa para obtener plasma para transfusión, para la industria del fraccionamiento plasmático y para tratar una variedad de trastornos, incluidos los del sistema inmunitario, tales como el síndrome de Guillain-Barré, el lupus eritematoso sistémico y la púrpura trombocitopénica.

## Historia
La técnica fue descrita originariamente por los doctores Vadim A. Yurevick y Nicolay Rosenberg de la Academia Médico-Quirúrgica Imperial de San Petersburgo, Rusia, en un estudio realizado en 1913 donde se llevó a cabo con éxito plasmaféresis in vivo en animales de laboratorio. En este estudio, tras la extracción de plasma se reinyectaron al cuerpo los glóbulos rojos previamente lavados, con la intención de demostrar la posibilidad de eliminar toxinas para limpiar el cuerpo mediante un tratamiento de la sangre extracorpóreo. El 1913 todavía no se utiliza el término plasmaféresis si no  aféresis.
Al año siguiente, en 1914, John Abel y Leonard Rowntree del Hospital Johns Hopkins, en Estados Unidos, llevarán a cabo un estudio también en animales, esta vez en perros. Tradicionalmente, este estudio sobre la plasmaféresis ha sido considerado el primero, aunque en la misma publicación de Abel, éste cita a los doctores Yurevick y Rowntree demostrando así el conocimiento sobre su estudio. En este artículo se utiliza ya el término plasmaféresis.
Las primeras investigaciones en humanos las llevan a cabo los doctores Co Tui, F.C. Bartter i A.M. Wright según su estudio presentado en 1944 realizado en seis donantes de plasma.
Josep Antoni Grífols i Lucas (Barcelona, 1917-1958), médico y farmacéutico, aporta el primer estudio sistemático sobre la aplicación de plasmaféresis periódicas en una serie de donantes de plasma. El estudio se llevó a cabo en el año 1950, siendo el más completo hasta el momento sobre sus efectos en el cuerpo humano a medio plazo, y se fundamentaba en la realización de más de 320 plasmaféresis. Grífols y Lucas concluye que se pueden realizar plasmaféresis semanales en un donante durante meses sin que se produzcan alteraciones en su plasma y, a la vez, que su método permite la obtención de una mayor cantidad de plasma comparado con el método habitual de donación de sangre completa.
En ese momento, la plasmaféresis era una técnica manual realizada a partir de una extracción de sangre completa de unos 350 cc. Los participantes en el estudio fueron sometidos a diversas plasmaféresis en intervalos semanales, de manera que una vez realizada la extracción se les devolvían los glóbulos rojos procedentes de su misma donación de la semana anterior. La sangre extraída se conservaba en una botella de vidrio que contenía una sustancia anticoagulante de ácido-citrato-dextrosa (ACD).

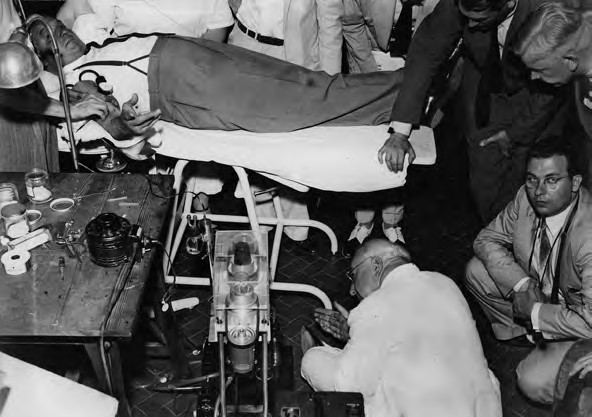
Edwin J. Cohn y Josep Antoni Grífols i Lucas em el IV Congreso Internacional de Transfusión Sanguínea, Lisboa, 1951.

El doctor Grífols i Lucas presentó a la comunidad científica las conclusiones del estudio en el IV Congreso de la Sociedad Internacional de Transfusión de Sangre celebrado en la ciudad portuguesa de Lisboa en el año 1951. Un año después, en 1952, los resultados fueron publicados en la revista científica British Medical Journal y en Medicina Clínica. El 1955 aportó nuevos datos en el V Congreso de la Sociedad Europea de Hematología celebrado en  Friburgo, Alemania, a raíz de la continuada práctica de plasmaféresis por un período de cinco años. El 1956 viajó a Boston, Estados Unidos, para presentar los resultados en el VI Congreso de la Sociedad Internacional de Transfusión de Sangre.
En el congreso de 1951 Grífols i Lucas coincide con el bioquímico Edwin Joseph Cohn que centra sus estudios en el plasma y las proteínas que contiene, apuntando sus propiedades terapéuticas y el método para separarlas, llamado método de Cohn o del  fraccionamiento plasmático. Allí confluyen las dos investigaciones: por un lado, Grífols presentaba una técnica segura que permitía la obtención de grandes cantidades de plasma de donantes sanos; por otro lado, Cohn presentaba su fraccionador plasmático, el aparato para separar las proteínas del plasma. Las dos contribuciones, de gran impacto, marcaron el nacimiento de una nueva industria, la del fraccionamiento de plasma y la obtención de hemoderivados.
D. J. Wallace declara que Michael Rubinstein fue la primera persona en la que se usó la plasmaféresis para tratar una enfermedad autoinmune cuando él señaló que "salvó la vida de un adolescente con púrpura trombocitopénica en el viejo Hospital Lebanon en Los Ángeles en 1959". Según Wallace, el actual procedimiento de plasmaféresis se originó en el Instituto Nacional del Cáncer de Estados Unidos entre 1963 y 1968, donde los investigadores lograron modificar y perfeccionar una técnica del siglo XIX usada para separar la crema con fines terapéuticos.
En el año 1965,  Víctor Grífols i Lucas, químico, farmacéutico y hermano de Josep Antoni Grífols i Lucas, patenta una centrífuga y el procedimiento para realizar la plasmaféresis in situ, es decir, al lado del donante. Así, se superó el proceso manual y fragmentado para conseguir un método automático y continuo que permitía la extracción, separación y retorno de los componentes sanguíneos al donante, todo en un mismo proceso. El nuevo aparato facilita el procedimiento para realizar plasmaféresis, lo agiliza y lo hace más seguro para el donante.
En agosto de 2009 se realizó con éxito el trasplante cruzado de riñón entre pacientes de diferente grupo étnico. La plasmaféresis elimina de la sangre los anticuerpos que pueden provocar el rechazo del órgano implantado.[cita requerida]

## Como terapia

### Complicaciones
Aunque la plasmaféresis es de gran utilidad en ciertos tratamientos médicos, al igual que otras terapias, existen potenciales riesgos y complicaciones. La inserción del catéter intravenoso para iniciar el proceso de filtrado de la sangre puede producir sangrados, puncionar órganos vitales (como los pulmones), además de tener el riesgo típico de todo catéter de ser colonizado y servir como vía de entrada para diversas infecciones.
Además de las complicaciones relacionadas con el catéter, el procedimiento en sí tiene otra serie de complicaciones. Mientras la sangre del paciente se filtra a través de la máquina de plasmaféresis, la sangre tiende a  coagularse. Para reducir este riesgo, se utiliza citrato, según los actuales protocolos, mientras el procedimiento se realiza. El citrato puede unirse al calcio, disminuyendo su concentración libre en sangre, ion que es vital en el mecanismo de coagulación. Sin embargo, este mismo protocolo puede llegar a disminuir de manera importante la calcemia (lo que semiológicamente se puede ver por los signos de Trousseau y Chvostek); es por ello que también se suministra calcio vía oral.
Otras complicaciones:
- Potencial riesgo de infecciones sanguíneas durante el proceso (similar a los riesgos de una diálisis)
- Supresión del sistema inmune del paciente
- Sangramiento o hematomas en el lugar del catéter

## Pandemia de enfermedad por COVID-19 en 2019-2020
La plasmaféresis comenzó a utilizarse en mayo de 2020 en algunos centros de salud para averiguar la utilidad del plasma de personas donadoras que ya se estaban recuperando de COVID-19 en pacientes que presentaban los síntomas de esta enfermedad.